# Wii Fit U
Wii Fit U (Wiiフィット U?, Wī Fitto Yū) è un videogioco sviluppato da Nintendo per Wii U. È il successore di Wii Fit e Wii Fit Plus.

## Modalità di gioco
Come nei precedenti capitoli (Wii Fit e Wii Fit Plus), il gioco non ha un gameplay preciso: è un insieme di minigiochi ed esercizi fisici da fare con la Wii Balance Board e in alcuni casi con il nuovo GamePad del Wii U. Wii Fit U è stato progettato per essere giocato con o senza l'uso di un televisore; il giocatore può infatti scegliere di visualizzare tutte le azioni interamente sul GamePad ma in alcuni minigiochi il suo utilizzo sarà necessario. Tutte le copie fisiche di Wii Fit U sono in bundle con un contapassi chiamato Wii fit meter che può anche essere acquistato separatamente se il gioco è stato acquistato sul Nintendo eShop